# ناحیه کلات
ناحیه کلات (به انگلیسی: Kalat District) یکی از ناحیه‌های پاکستان در پاکستان است که در کلات، پاکستان واقع شده‌است. ناحیه کلات ۶٬۶۲۱ کیلومتر مربع مساحت و ۴۱۲٬۲۳۲ نفر جمعیت دارد.